# Rävriska
Rävriska (Lactarius fulvissimus) är en svampart som beskrevs av Romagn. 1954. Rävriska ingår i släktet riskor och familjen kremlor och riskor.  Arten är reproducerande i Sverige. Inga underarter finns listade i Catalogue of Life.
I den svenska databasen Dyntaxa används istället namnet Lactarius subsericatus för samma taxon.  Arten är reproducerande i Sverige.

## Källor

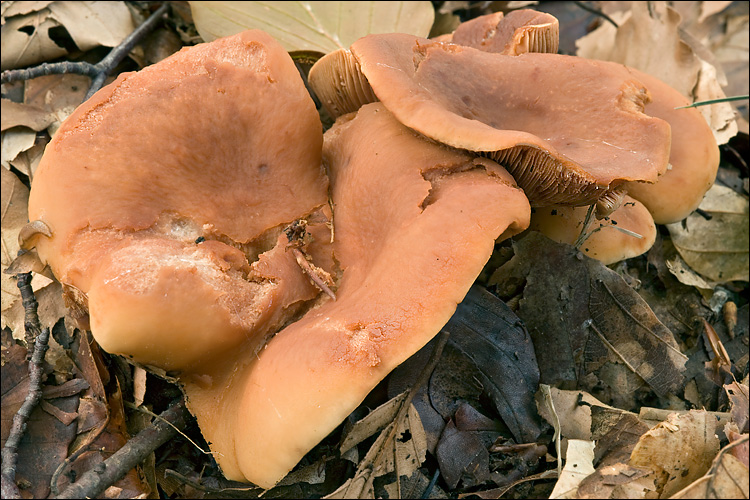
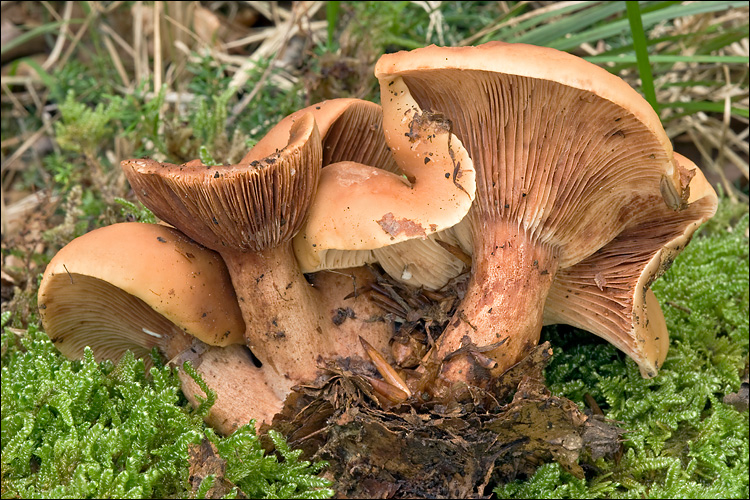
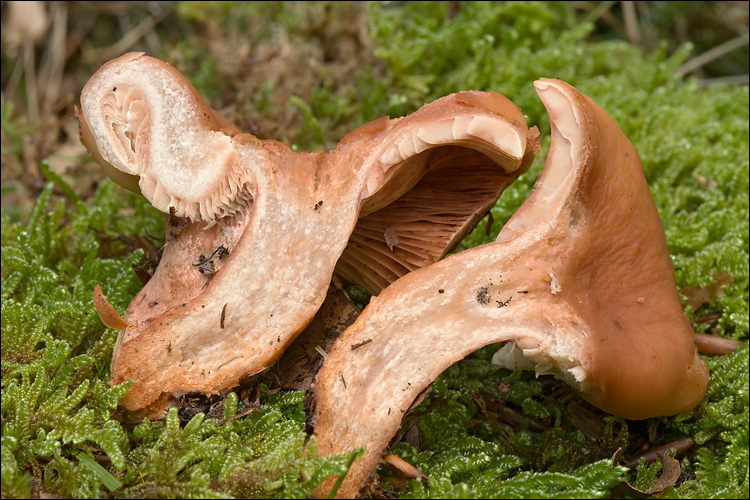
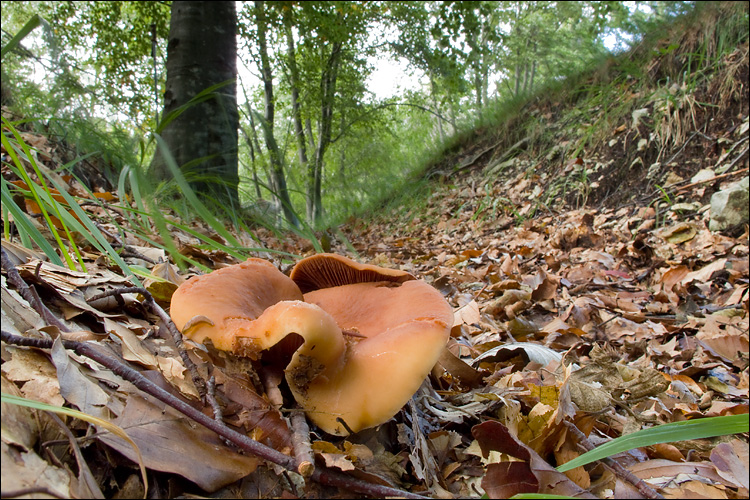
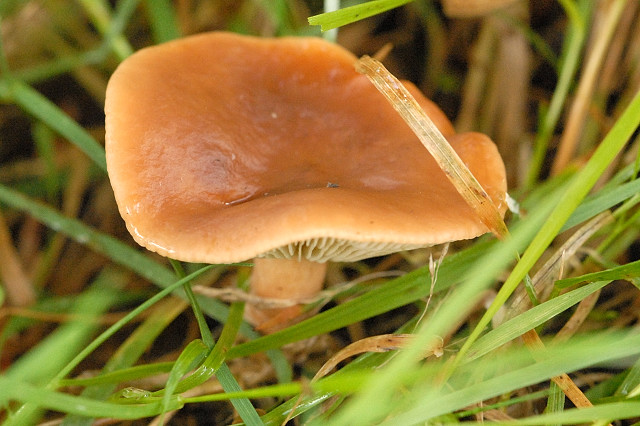
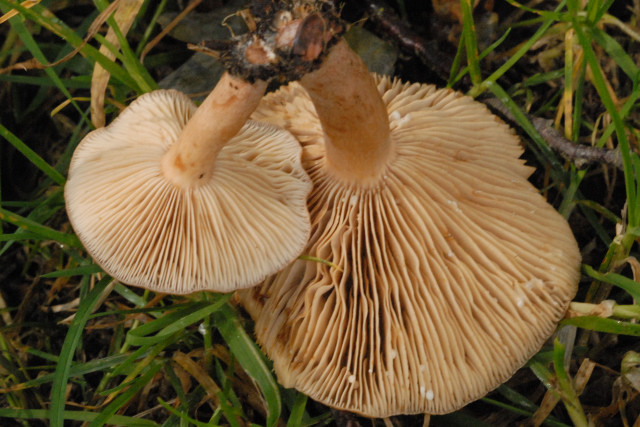